# Trichopterna seculifera
Trichopterna seculifera là một loài nhện trong họ Linyphiidae.
Loài này thuộc chi Trichopterna. Trichopterna seculifera được J. Denis miêu tả năm 1962.